# Аллендорф (Едер)
Аллендорф (нім. Allendorf) — громада в Німеччині, знаходиться в землі Гессен. Підпорядковується адміністративному округу Кассель. Входить до складу району Вальдек-Франкенберг.
Площа — 41,79 км2. Населення становить 5628 ос. (станом на 31 грудня 2020).